# El Dorado (fútbol)
El Dorado fue una época del campeonato profesional de fútbol en Colombia comprendida entre 1949 y 1953, en la que actuaron importantes figuras del fútbol internacional, principalmente estrellas de Sudamérica en una muy elevada proporción, que no se había visto hasta entonces en suelo colombiano. 
El origen inmediato es del año 1948, cuando los Futbolistas Argentinos Agremiados se enfrentaron al Gobierno del general Juan Domingo Perón e iniciaron una huelga del campeonato argentino reclamando mejores pagos y condiciones de trabajo, alegando la gran disparidad entre la ganancia de los clubes y lo efectivamente recibido por los jugadores. Inicialmente mal recibida por el Gobierno argentino, la huelga causó la migración de varias de las más importantes figuras del balompié de Argentina a ligas extranjeras, especialmente al naciente fútbol profesional colombiano.

## Historia
En 1948 ya se había disputado un campeonato nacional de fútbol en Colombia, ganando el título Independiente Santa Fe, entrenado por el peruano Carlos Carrillo Nalda. No obstante, la Dimayor, organizadora del torneo profesional, entró en una pugna con la Federación Colombiana de Fútbol en ese mismo año, generando una división dentro del ambiente futbolístico de Colombia por el conflicto entre clubes y dirigentes nacionales. En respuesta, la FIFA expulsó de su seno a Colombia, en tanto el torneo futbolístico nacional no podía quedar fuera del control de la Federación Colombiana de Fútbol. Una primera consecuencia de la desafiliación fue que la Dimayor quedaba libre de todo control sobre las primas y salarios de los jugadores, pudiendo inclusive no abonar comisiones por pases de jugadores extranjeros.
En 1949 el técnico de Millonarios, el argentino Carlos Aldabe, viajó a Buenos Aires para buscar refuerzos aprovechando la huelga, lo que marcó la llegada de destacados futbolistas argentinos como Adolfo Pedernera, exjugador de River Plate, ídolo de la selección argentina, y uno de los mejores jugadores del mundo en la década de 1940, lo que causó una conmoción en el país. Después de unos meses en Colombia, Pedernera viajó a su patria y regresó con Néstor Raúl Rossi y el joven Alfredo Di Stéfano, haciendo de Millonarios uno de los mejores equipos de la historia del fútbol colombiano. Ese año Millonarios fue campeón del torneo, lo que despertó en los demás equipos el interés de contratar jugadores de Argentina y de otras partes del continente. El peso colombiano tenía una gran solidez económica en esos años y permitía a los clubes de Colombia pagar primas y sueldos más elevados que los de otros países de Sudamérica, así la Dimayor aprovechaba la libre migración de jugadores para contratarles sin pagar comisión alguna a los clubes extranjeros de origen, lo cual causó quejas ante la FIFA por parte de las federaciones de Argentina, Uruguay, y Paraguay.
Como consecuencia, otros clubes colombianos contrataron a jugadores extranjeros, sobre todo peruanos como Manuel Drago y Valeriano López, este último fue el peruano insignia del Deportivo Cali, quién junto con otros destacados futbolistas de su país como Máximo Mosquera y Guillermo Barbadillo, conformaron el denominado Rodillo Negro, el América de Cali también contrató a varios peruanos como Félix Castillo, Carlos Gómez Sánchez, Alejandro González Ramírez, Rigoberto Felandro, Gerardo Arce, José Castañeda, Alfredo Cavero, Rafael Goyeneche, Guillermo Marchena, Leónidas Mendoza y Gilberto Torres. El Independiente Medellín también conformó un equipo que contaba en su nómina con doce peruanos (como Luis Navarrete Arias y Andrés Bedoya), algunos de ellos triunfadores en el fútbol argentino y chileno como Roberto «Tito» Drago, Luis Guzmán Gonzales y Segundo «Titina» Castillo, quien fue llamado la Danza del Sol por el esplendor de su juego. En 1950, Junior de Barranquilla contrató estrellas brasileñas como Tim y Heleno de Freitas, y en 1952 incorporó una cuota de jugadores húngaros (Wladislaw Zsoke, Imre Danko, Béla Sárosi y Fernes Neyrs). 
En 1950, Hernando Lara Hernández, uno de los fundadores del Cúcuta Deportivo, importó del Uruguay más de doce jugadores para conformar el primer equipo profesional del club, al cual algunos llamaban la selección uruguaya, algunos de dichos jugadores fueron Julio Terra, Alcides Mañay, Juan José Tulic, Dardo Acuña, Lauro Rodríguez, Washington Barrios, Luis Alberto Miloc (primer referente que tuvieron los hinchas), Carlos Zunino, Abraham González, Ramón Villaverde, Julio Ulises Terra, Juan Deluca y Juan Carlos Toja, el Mariscal. En 1951 se sumaron al Cúcuta Deportivo el campeón mundial uruguayo de 1950, Eusebio Tejera, además de Antonio Sacco y Bibiano Zapirain, quien venía del Inter de Milán y Nacional. Sin embargo, fue el Deportes Caldas, con el arquero lituano Víctor Kriscuonas Vitatutas y el delantero peruano Jacinto Villalba, el único que pudo hacerle frente a Millonarios al llevarse el título de 1950.
A finales de 1950, Emilio Reuben conformó un equipo de argentinos llamado Rosario Wanders, con la intención de realizar partidos de exhibición y así vender jugadores a los equipos de la liga colombiana. Los señores Josué Moreno Jaramillo, Aristóbulo Gómez, Julián Velásquez, Ancízar López, Nepomuceno Jaramillo, y Andrés Giraldo, estudiaron la posibilidad de contratar a algunos jugadores que inicialmente harían parte del equipo. Después de varias charlas con Reuben, se concretó la negociación y confirmaron que todo el equipo se quedaría en Armenia, se llamaría Deportes Quindío y jugaría sus partidos en el estadio San José.
Por su parte, el club Millonarios gracias a sus estrellas fue llamado el Ballet Azul y logró los títulos de 1949, 1951, 1952 y 1953. En sus filas estuvieron, aparte de Pedernera, Di Stéfano y Rossi, los peruanos Ismael Soria y Alfredo Mosquera, el arquero argentino Julio Cozzi, su compatriota Antonio Báez y el uruguayo Raúl Pini.

## Campeonatos
| Campeones durante el Dorado   |
| ----------------------------- |
| C. D. Los Millonarios en 1949 |
| Deportes Caldas en 1950       |
| C. D. Los Millonarios en 1951 |
| C. D. Los Millonarios en 1952 |
| C. D. Los Millonarios en 1953 |

## El Pacto de Lima
La FIFA había expulsado a Colombia de su condición de país afiliado, acusándola de mantener una liga pirata. Pero la situación de todos los involucrados era difícil: los jugadores extranjeros en Colombia tenían problemas para emigrar a otra liga, y los equipos colombianos no podían participar en las competiciones de la FIFA. Tras varias reuniones dirigenciales entre representantes colombianos y extranjeros, se resolvió el conflicto mediante el Pacto de Lima en 1951 con el cual se garantizó el regreso de Colombia al ente rector del fútbol mundial bajo la condición de que los jugadores internacionales en Colombia regresaran a sus ligas de origen en 1954. Pero sin que los clubes colombianos debieran pagar indemnizaciones a clubes extranjeros.
Con la contratación de Di Stéfano por parte del Real Madrid en 1953, termina oficialmente un periodo histórico en el fútbol colombiano, en el que por primera vez un equipo de ese país derrotó a los mejores clubes del mundo, y donde la afición colombiana pudo apreciar —por vez primera en su liga doméstica— a muchas grandes estrellas del fútbol de la época. No obstante, por varios años, estuvo casi abandonada la formación de talento futbolístico local, causando esto un problema que enfrentarían por varios años los clubes colombianos.